# جامعة القديس طوماس
جامعة القديس طوماس (بالإنجليزية: University of Santo Tomas)‏ هي جامعة حبرية، وجامعة بحثية، تأسست في 1610، في الفلبين. وهي واحدة من أكبر الجامعات الكاثوليكية في الفلبين وآسيا من حيث الالتحاق ومساحة الحرم الجامعي.